# Nomar Mazara
Nomar Mazara (né le 26 avril 1995 à Saint-Domingue en République dominicaine) est un voltigeur de la Ligue majeure de baseball.

## Carrière
Nomar Mazara signe son premier contrat professionnel le 2 juillet 2011 avec les Rangers du Texas de la Ligue majeure de baseball.
Au début 2015, il apparaît au 87e du classement des 100 meilleurs joueurs d'avenir dressé annuellement par Baseball America, puis fait un bond jusqu'à la 21e place au palmarès mis à jour en début d'année 2016.
Mazara fait ses débuts dans le baseball majeur avec les Rangers le 10 avril 2016. En 145 matchs joués, principalement au champ droit, à sa première saison, il frappe 137 coups sûrs dont 20 circuits et maintient une moyenne au bâton de ,266. Il termine 5e du vote de fin d'année désignant la meilleure recrue de la Ligue américaine en 2016.